# Динагатская гимнура
Динагатская гимнура (лат. Podogymnura aureospinula) — вид млекопитающих из семейства ежовых.

## Распространение
Эндемики Филиппин. Населяют острова Динагат, северный Минданао и близлежащие острова Букас-Гранде и Сиаргао. Естественной средой обитания являются субтропические или тропические сухие леса.

## Описание
Длина головы и туловища животного составляет от 19,0 до 21,1 см, а длина хвоста от 5,9 до 7,3 см. Спина покрыта щетинистым колючим мехом, обычно золотисто-коричневого цвета с чёрными крапинками. Брюшная сторона тела окрашена в коричневато-серый цвет. Уши относительно большие и покрыты короткими белыми или тёмно-коричневыми волосками. Половой диморфизм, по-видимому, отсутствует.
Другими характеристиками, типичными для этого вида, являются увеличение лобной области черепа и особенности зубов.

## Образ жизни
Об образе жизни динагатской гимнуры известно очень мало. Этот вид встречается в основном в низинах девственных лесов, вторичных лесов и в лесах, известных как «бонсай», с низкорослыми деревьями. На Букас-Гранде представители вида также обитают в антропогенно нарушенных лесах, а также в непосредственной близости от сельскохозяйственных угодий или даже на окраинах сильно измененных территорий, если леса все еще сохраняются поблизости.

## Охранный статус
МСОП присвоил таксону охранный статус «Вымирающие виды» (EN). Угрозой для него считают возможную утрату среды обитания.